# Klänge aus der Walachei
Klänge aus der Walachei (Klanger från Valakiet), op. 50, är en vals av Johann Strauss den yngre. Den spelades första gången den 18 januari 1848. 

## Historia
På grund av fadern Johann Strauss den äldres dominerande position i Wiens musikliv gavs det få möjligheter för sonen Johann att få några lönande engagemang för egen del. Strauss d.y. fick söka sig både utanför stadens och landets gränser för att kunna överleva. Hösten 1847 gav han sig ut på en sexmånaders turné med sin orkester över hela det Habsburgska riket och ner på Balkanhalvön. I slutet av december nådde de Bukarest i Valakiet (nuvarande Rumänien), där Strauss gav flera baler och konserter. Folkmusiken i de regionerna gjorde ett bestående intryck på honom, vilket klart framgår av valsen Klänge aus der Walachei som han dirigerade för första gången i Bukarest den 18 januari 1848.

## Om valsen
Speltiden är ca 6 minuter och 7 sekunder plus minus några sekunder beroende på dirigentens musikaliska tolkning.

## Weblänkar
- Dynastin Strauss 1848 med kommentarer om Klänge aus der Walachei.
- Klänge aus der Walachei i Naxos-utgåvan.

## Anmärkning
1. ↑  I Bukarest använde man sig fortfarande av den julianska kalendern 1848 och enligt den tideräkningen var datumet den 6 januari.